# 130
Secole: Secolul I - Secolul al II-lea - Secolul al III-lea
Decenii: Anii 80 Anii 90 Anii 100 Anii 110 Anii 120 - Anii 130 - Anii 140 Anii 150 Anii 160 Anii 170 Anii 180
Ani: 125 | 126 | 127 | 128 | 129 | 130 | 131 | 132 | 133 | 134 | 135

## Nașteri
- 15 decembrie: Lucius Verus, împărat roman (d. 169)

## Decese
- dată necunoscută: Papa Telesfor  (n. ?)
- octombrie: Antinous  (n. 111)